# 陸家嘴集團
上海陸家嘴 (集團) 有限公司是中華人民共和國上海市一個負責開發陆家嘴金融贸易区的國有企業，成立於1990年。
陸家嘴集團是浦东新区区属市场竞争类企业，亦是浦东新区人民政府监管单位。成立之初，集团资产为6.7亿元注册资本金（“空转”给上海市财政局），以及3000万现金贷款。集团注册资金后增加至23.57亿元。2013年陆家嘴集团又開始負責參與临港新城開發。
2023年11月，陆家嘴集团及其下属子公司因土壤污染问题在江苏省高级人民法院向苏钢集团、苏州市环境科学研究所、苏州市苏城环境科技有限责任公司、苏州国家高新技术产业开发区管理委员会、苏州市自然资源和规划局提起民事诉讼。涉案金额达百亿元人民币，引起舆论关注。

## 外部連結
- 官方网站